# Зекау
Зекау (нім. Seckau) — ярмаркова комуна (з 1660 року) (нім. Marktgemeinde)  в Австрії, у федеральній землі Штирія.
Входить до складу округу Мурталь. Населення становить 1282 особи (станом на 31 грудня 2015 року). Займає площу 46 км². Назва міста входить до назви римо-католицької єпархії Грац-Зекау. У 1140 р. засноване однойменне абатство, пізніше побудована романська базиліка. У місті похований Карл II (ерцгерцог Австрії).